# Hendaye
Hendaye (in basco Hendaia, in spagnolo Hendaya) è un comune francese di 17 796 abitanti situato nel Arrondissement di Bayonne  nel dipartimento dei Pirenei Atlantici nella regione della Nuova Aquitania, confinante con la spagnola Irun.

## Società

### Evoluzione demografica
Abitanti censiti

## Monumenti
La grande croce di Hendaye (in francese: Croix d'Hendaye); (in euskera: Gurutze di Hendaia) è una colonna corinzia in pietra sormontata da una croce greca (con una base che reca strani simboli forse astrologico-alchemici) che si trova sulla piazza principale del villaggio di Hendaye.
Altro edificio storico della città è il castello d'Abbadia.

## Avvenimenti storici
Nel 1924 lo scrittore Miguel de Unamuno si auto-esiliò in questa località dopo essere stato amnistiato dal regime di Miguel Primo de Rivera.
Nel 1940, il ministro degli esteri della Spagna Ramón Serrano Súñer, il dittatore spagnolo Francisco Franco, il Führer tedesco Adolf Hitler e il suo ministro degli esteri Joachim von Ribbentrop si riunirono nella stazione ferroviaria di Hendaye (allora nella Francia di Vichy, formalmente indipendente ma occupata e condizionata dalla Germania nazista) per convincere Franco ad intervenire nella seconda guerra mondiale in favore dell'Asse Roma-Berlino-Tokyo. Franco, del tutto riluttante a coinvolgere il suo Paese dopo i lutti e le rovine della sanguinosa guerra civile spagnola, non si fece convincere e Hitler decise di non forzare la mano sulla questione principale, facendogli sottoscrivere alcuni accordi commerciali e un impegno solenne sulla neutralità della Spagna franchista durante il conflitto. Anche se ufficialmente neutrale, durante i cinque anni successivi la Spagna rimase un Paese molto favorevole all'Asse italo-tedesco.
La scrittrice Irene Nemirovsky vi ambienta un suo romanzo, Il malinteso.

## Galleria d'immagini

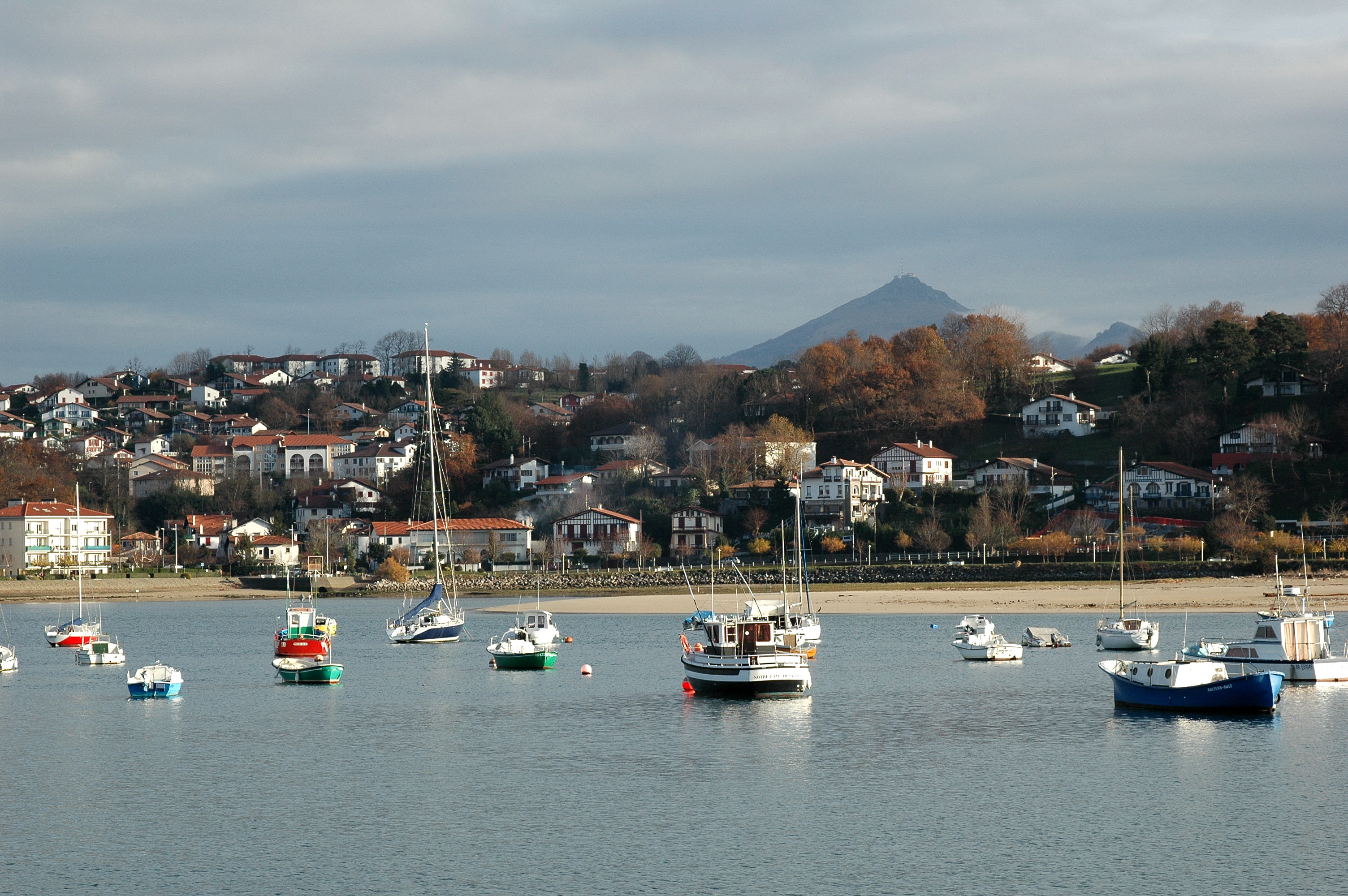
La baia di Txingudi e, sullo sfondo, la Rhune
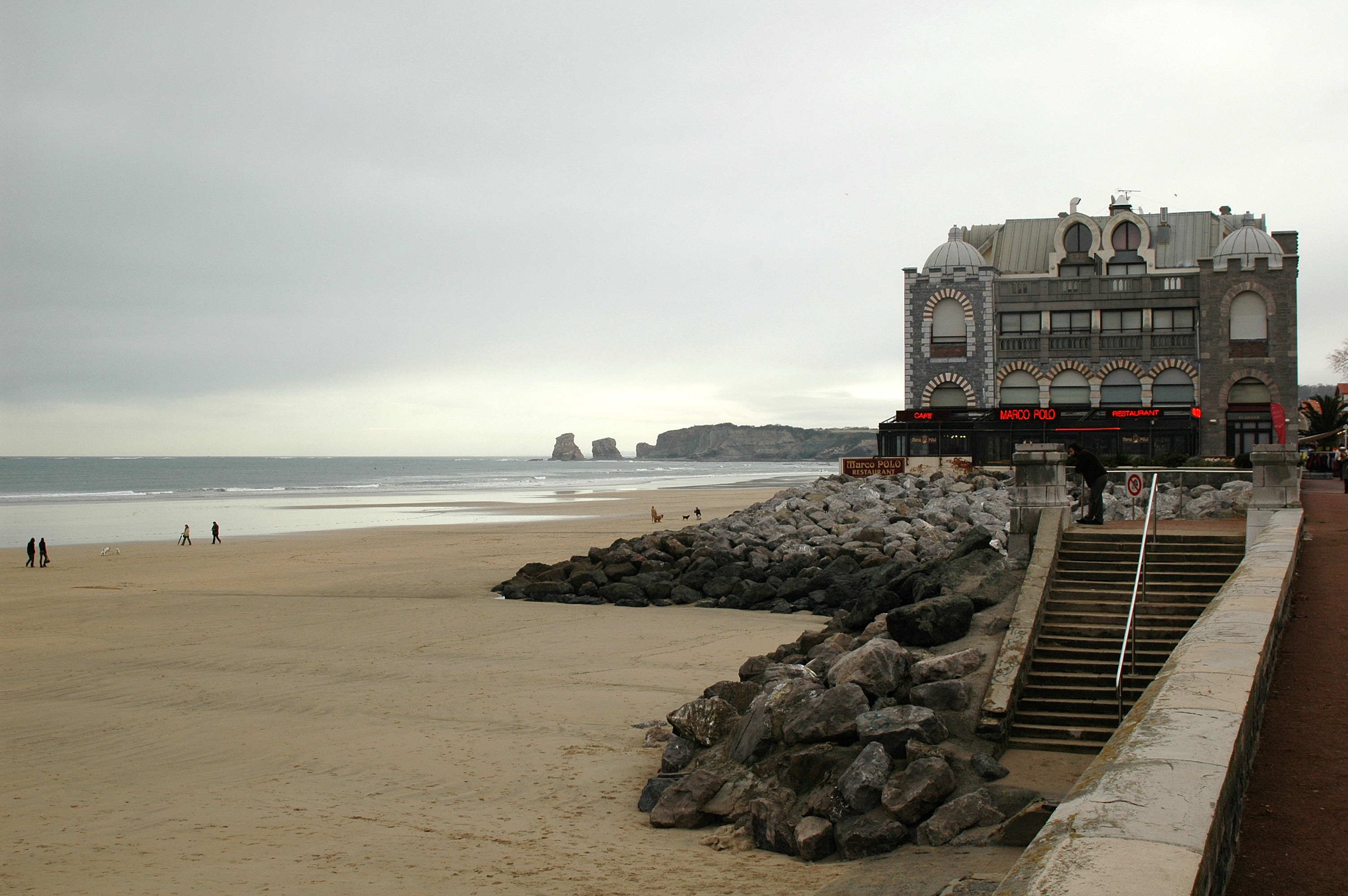
La spiaggia
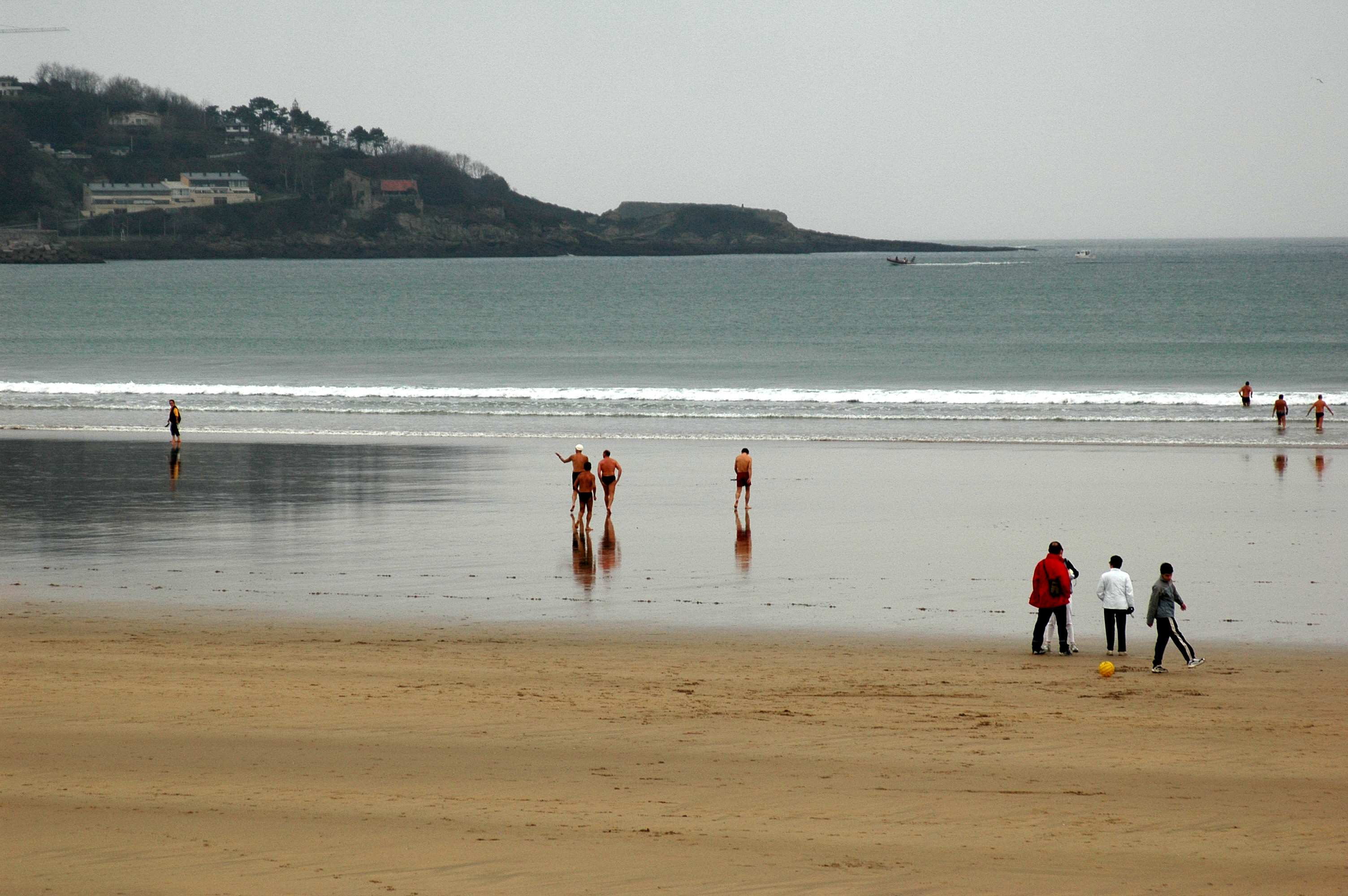
Bagnanti in gennaio
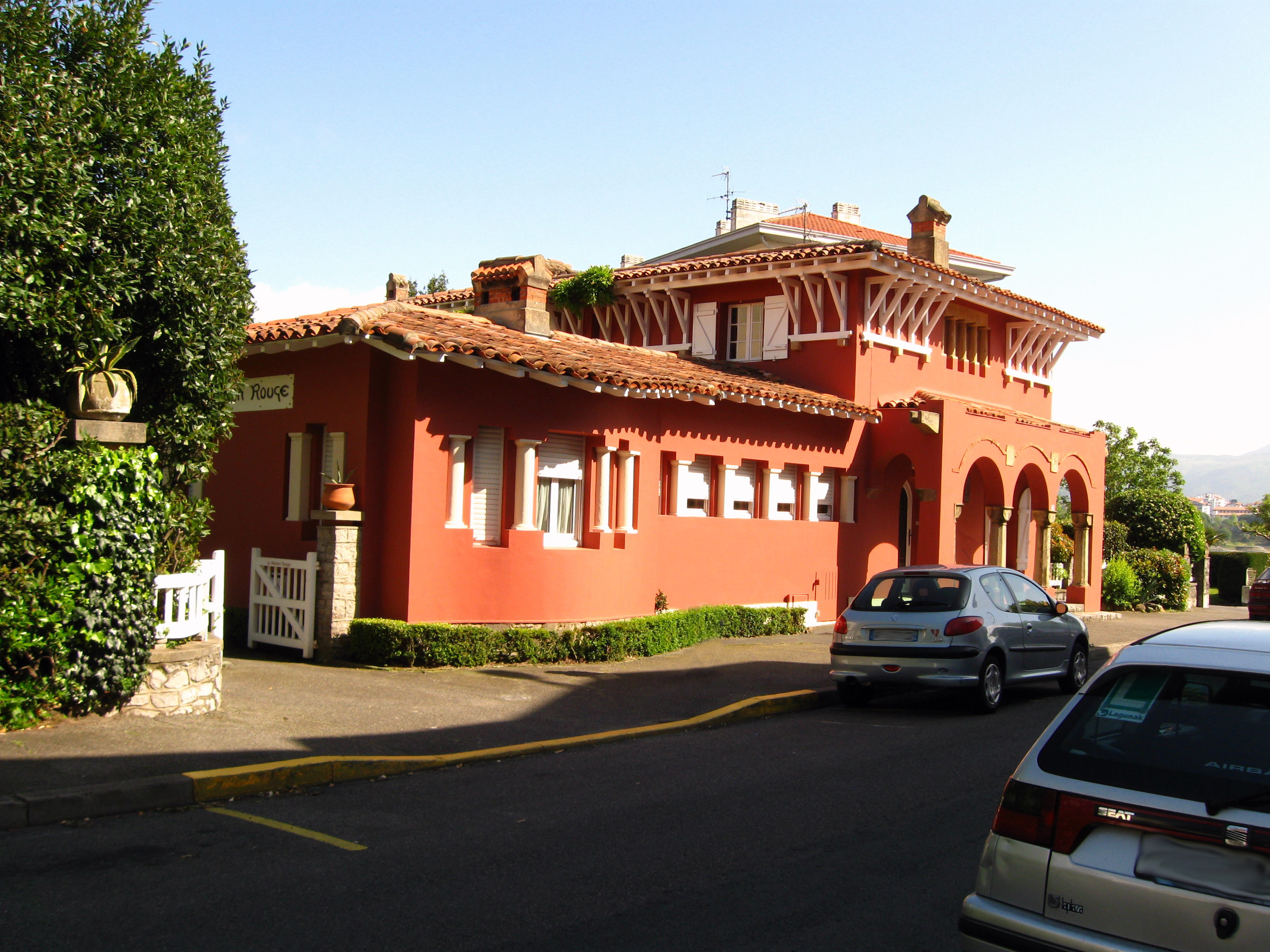
La Casa Rossa
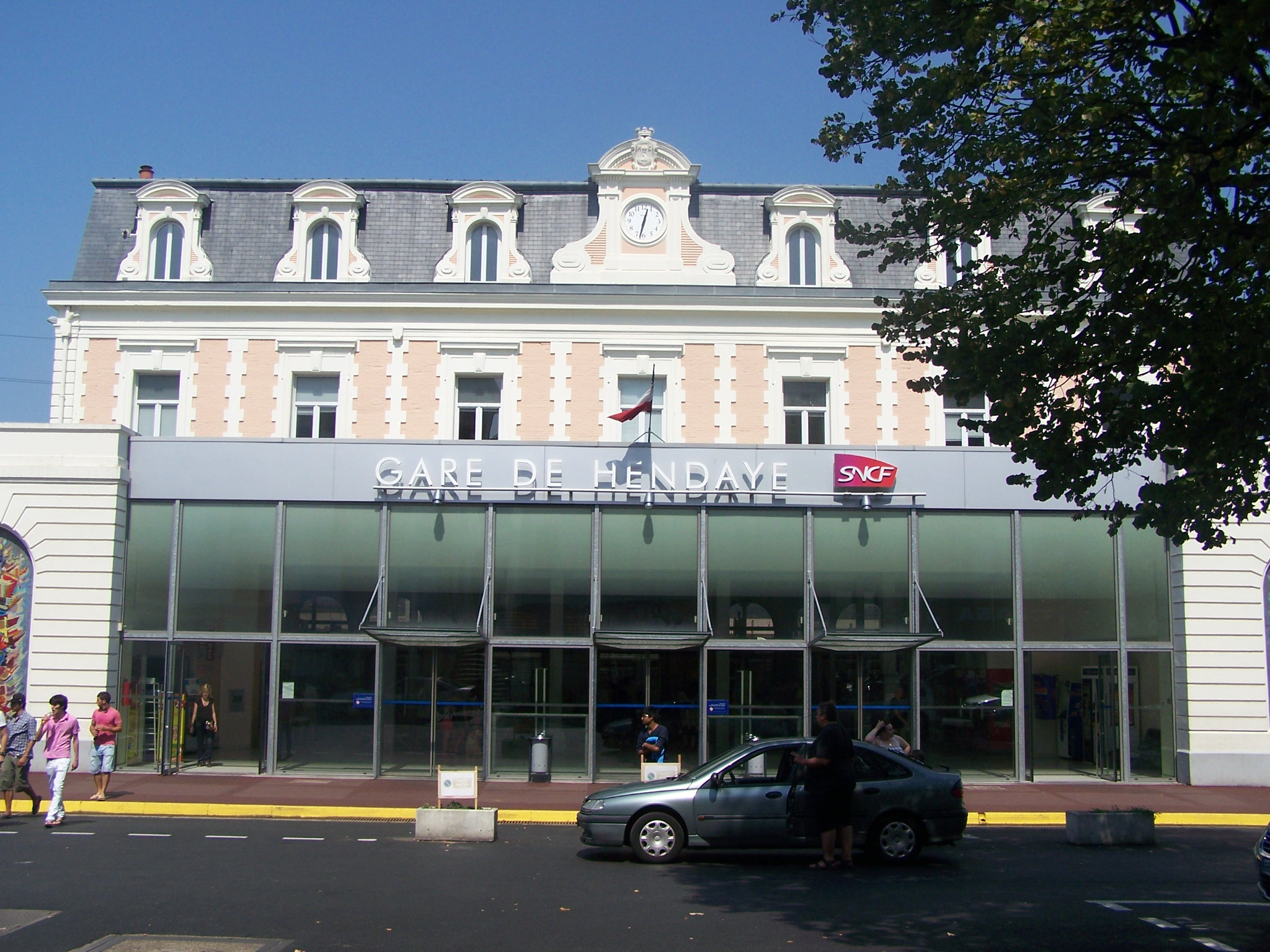
La stazione ferroviaria principale di Hendaye
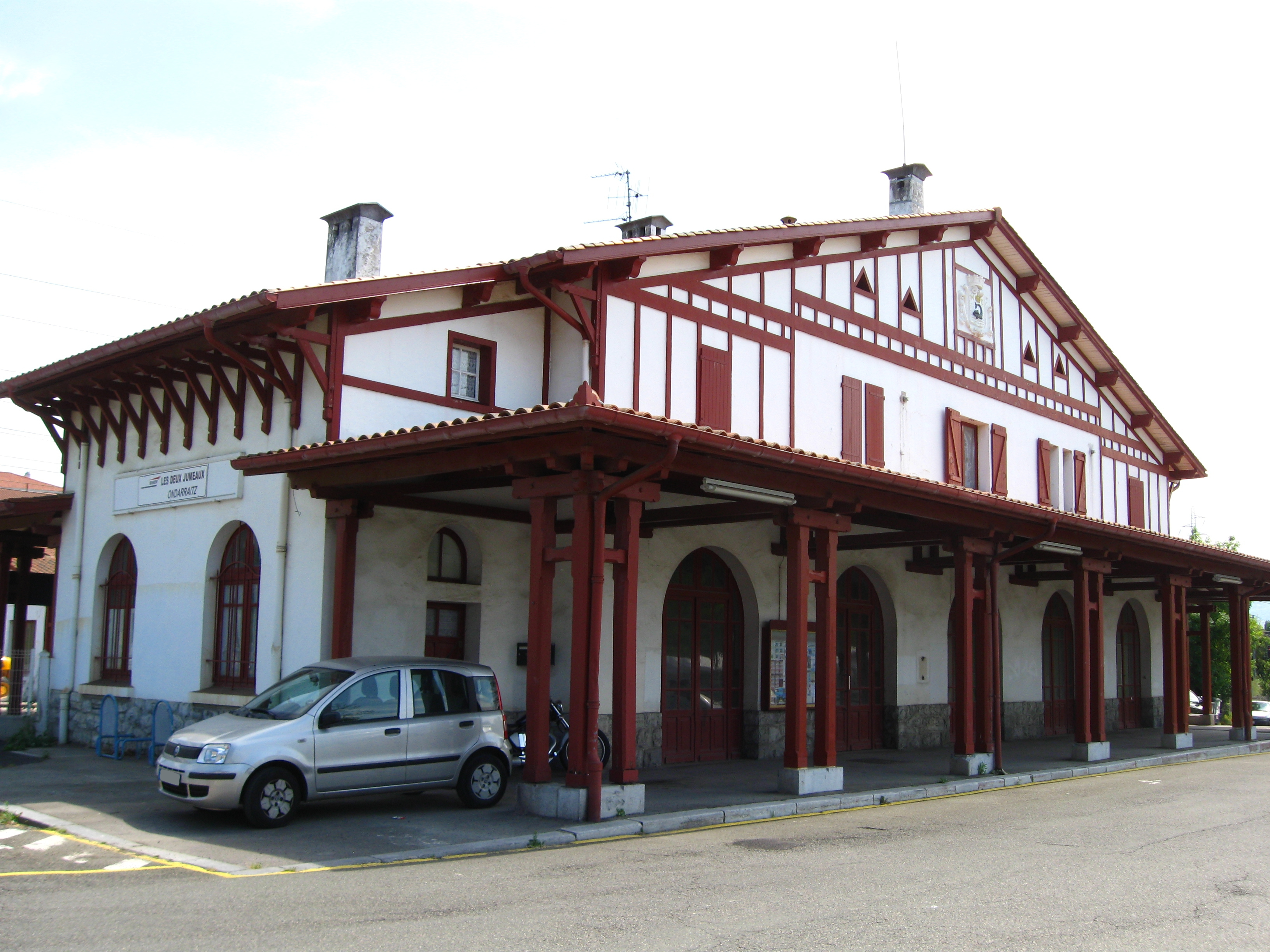
La stazione ferroviaria di Les Deux Jumeaux